# Mouvement citoyen (Mexique)
Le Mouvement citoyen (en espagnol : Movimiento Ciudadano) est un parti politique mexicain de centre gauche fondé en 2011 en remplacement du parti Convergence.

## Histoire
Le 21 juin 2011, lors de la seconde assemblée nationale extraordinaire du parti Convergence, les 586 délégués approuvent la transformation de celui-ci en Mouvement citoyen. Le 31 juillet suivant, le nouveau parti voit officiellement le jour.